# Lycodes tanakae
Lycodes tanakae är en fiskart som beskrevs av Jordan och Thompson, 1914. Lycodes tanakae ingår i släktet Lycodes och familjen tånglakefiskar. Inga underarter finns listade i Catalogue of Life.